# Бойчун Спиридон Іванович
Спиридо́н Іва́нович Бойчун (нар. 12 грудня 1901, село Киселі, тепер Старокостянтинівського району Хмельницької області — 4 червня 1982, село Кременчуки Красилівського району Хмельницької області) — український радянський діяч, головний лікар Антонінської районної лікарні Кам'янець-Подільської області. Депутат Верховної Ради УРСР 2-го скликання.

## Біографія
Член ВКП(б) з 1924 року.
Перебував на медичній роботі у місті Одесі.
З серпня 1938 року — в Червоній армії. Брав участь у захопленні Червоною армією Західної України у вересні 1939 року, учасник радянсько-фінської війни.
З червня 1941 року — учасник німецько-радянської війни. Служив на Південно-Західному, Західному, Брянському, Центральному, Білоруському, 1-му Білоруському фронтах. Був лікарем санітарної служби Морозовської козачої дивізії, лікарем-ординатором хірургічного операційно-перев'язочного взводу 38-го окремого медично-санітарного батальйону 41-ї стрілецької дивізії 3-ї армії Брянського фронту, з 1944 року — командиром медичного взводу 530-ї окремої медично-санітарної роти 5-ї артилерійської дивізії Резерву головного командування 1-го Білоруського фронту. У квітні 1945 року був важко поранений.
У 1945 — після 1950 року — лікар-хірург, головний лікар Антонінської районної лікарні Кам'янець-Подільської області.

## Звання
- військовий лікар 2-го рангу
- майор медичної служби

## Нагороди
- орден Вітчизняної війни 1-го ст. (9.06.1945)
- орден Вітчизняної війни 2-го ст. (11.01.1945)
- орден Червоної Зірки (21.04.1943)
- газета «За оборону Москви» (1944)
- медалі